# Irán demográfiája
Irán népessége a 20. század második felében drámai növekedést mutatott, és 2016-ra elérte a 80 millió főt. 2024 novemberében Irán népessége körülbelül 91,5 millió fő volt. Az utóbbi években azonban Irán születési rátája jelentősen csökkent. A tanulmányok szerint Irán népességnövekedési üteme továbbra is lassulni fog, amíg 2050-re 100 millió felett stabilizálódik. 2012-ben Irán népességének fele 35 év alatti volt. 2025 januárjában az iráni népesség átlagéletkora 32 év volt.
2009-ben a háztartások száma 15,3 millió volt (háztartásonként 4,8 fő). A családok átlagosan havi 11,8 millió rialt (körülbelül 960 dollárt) keresnek (2012).
Az OECD/Világbank statisztikái szerint Irán népességnövekedése 1990 és 2008 között 17,6 millió fő volt, ami 32%-os növekedést jelent. Az írástudási arány 2002-ben 80% volt, 2016-ban pedig 85%. A termékenységi arány 1,6-ra csökkent, ami alatta marad a 2,1-es természetes pótlási aránynak.